# Phù dung
Phù dung (danh pháp hai phần: Hibiscus mutabilis), hay còn gọi là phù dung thân mộc, mộc phù dung, địa phù dung, phù dung núi, hoa phù dung, mộc liên, là một loài thực vật có hoa thân nhỡ thuộc họ Cẩm quỳ (Malvaceae).

## Mô tả

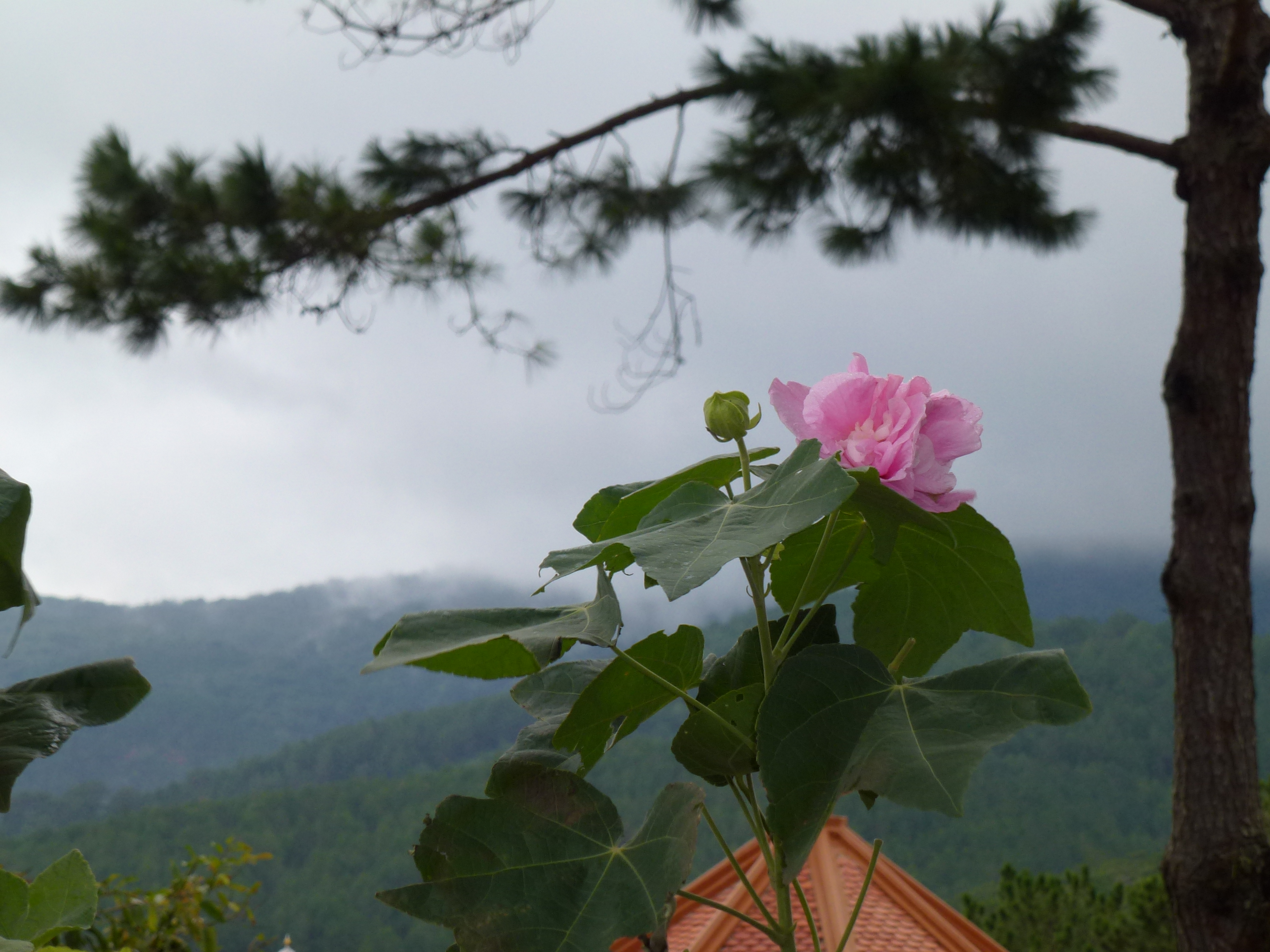
Hoa phù dung tại Đà Lạt

Cành phù dung mang lông ngắn hình sao. Lá có năm cánh, cuống lá hình tim, mép có răng cưa, đường kính có thể tới 15 cm, mặt dưới nhiều lông hơn, 5 thùy hình 3 cạnh ngắn có 7 gân chính. Hoa lớn, có hai loại: hoa đơn (có 5 cánh), hoa kép (có nhiều cánh); hoa nở xoè to bằng cái bát, chất cánh xốp, trông như hoa giấy; hoa thay đổi màu sắc từ sáng đến chiều (sáng trắng, trưa hồng, chiều đỏ) vì trong cánh hoa có chất anthoxyan bị oxi hoá dần khi tiếp xúc với không khí, kích thước hoa 10–15 cm. Giống 'Rubra' có hoa màu đỏ. Quả hình cầu, có lông vàng nhạt. Hạt hình trứng, có nếp nhăn nhỏ mang lông dài.
Cây được trồng ở Trung Quốc, Ấn Độ, Philippin, Nhật Bản, Hoa Kỳ. Cây mọc tốt trong điều kiện có nắng và thích hợp với loại đất giàu chất dinh dưỡng.

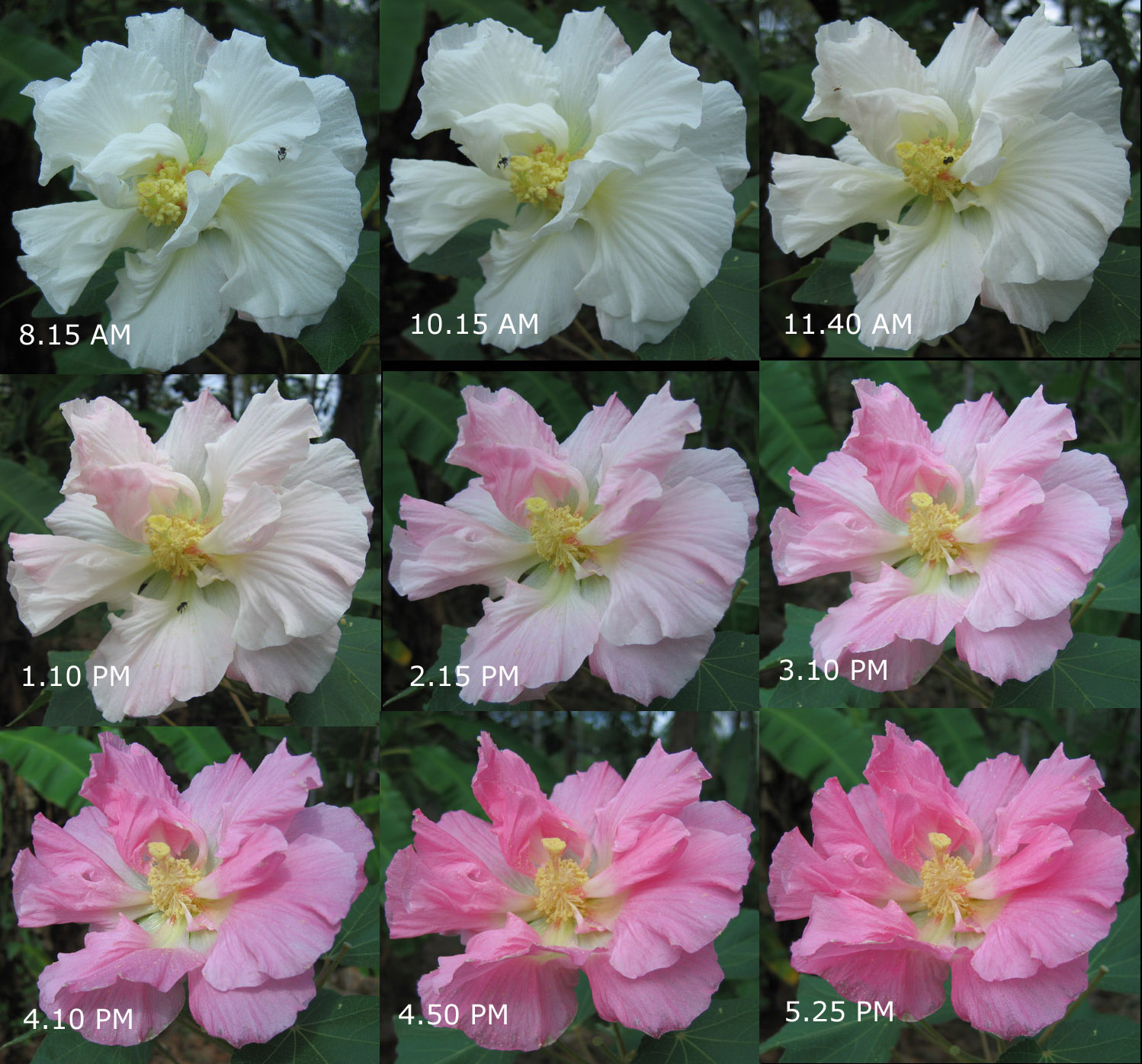
Sự thay đổi màu sắc hoa trong một ngày

## Công dụng
Ở Việt Nam, được trồng để làm cảnh. Lá và hoa tươi được giã, đắp lên mụn nhọt đang mưng mủ để hút mủ, và làm giảm đau nhức. Vỏ cây có sợi trắng mềm, có thể dùng bện thừng hoặc làm giấy. Ngoài ra, hoa còn giúp chữa các bệnh phụ khoa hay tiêu diệt các vi khuẩn

## Thành ngữ
- Phù dung sớm nở tối tàn

Phù dung như diện liễu như mi. (Trường Hận Ca - Bạch Cư Dị)

## Hình ảnh

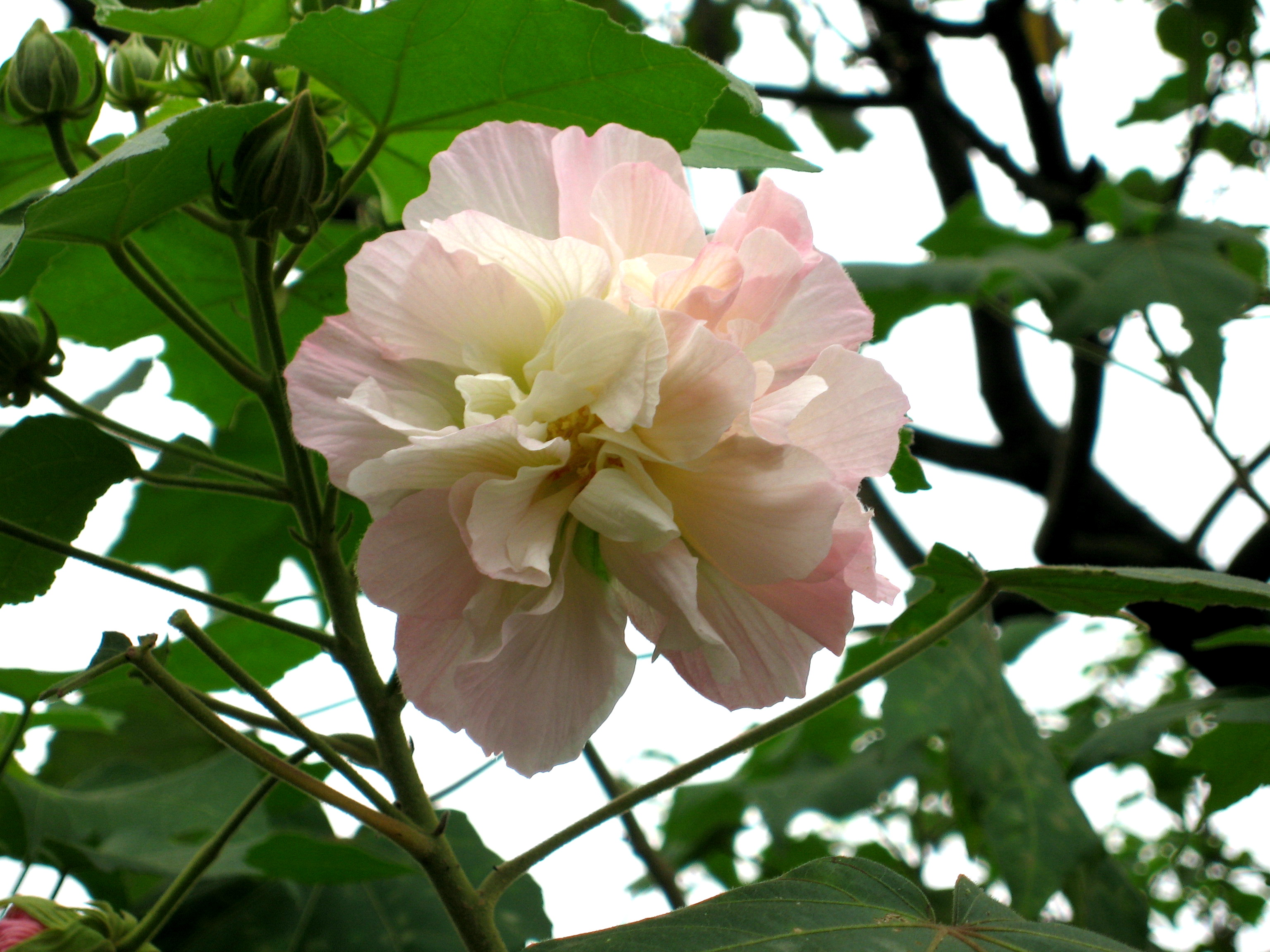
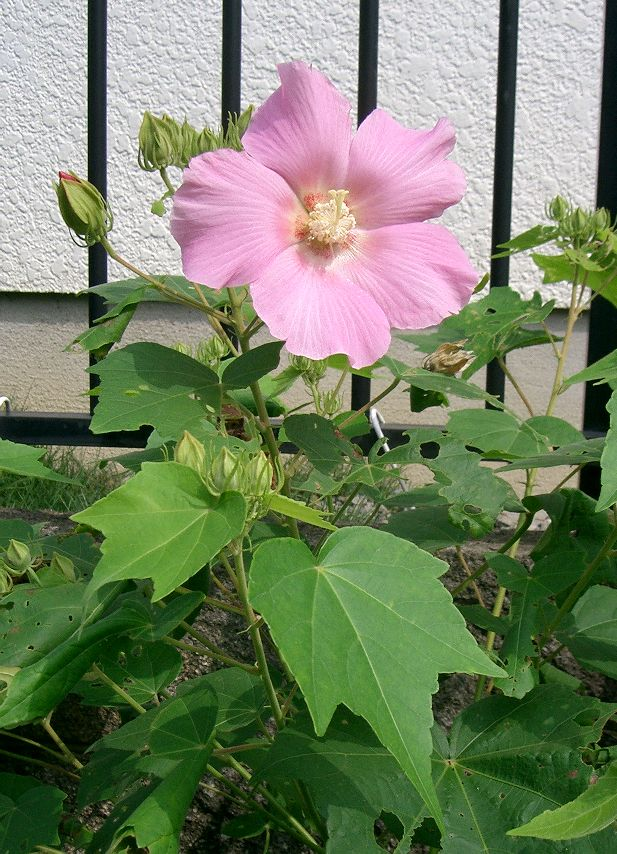
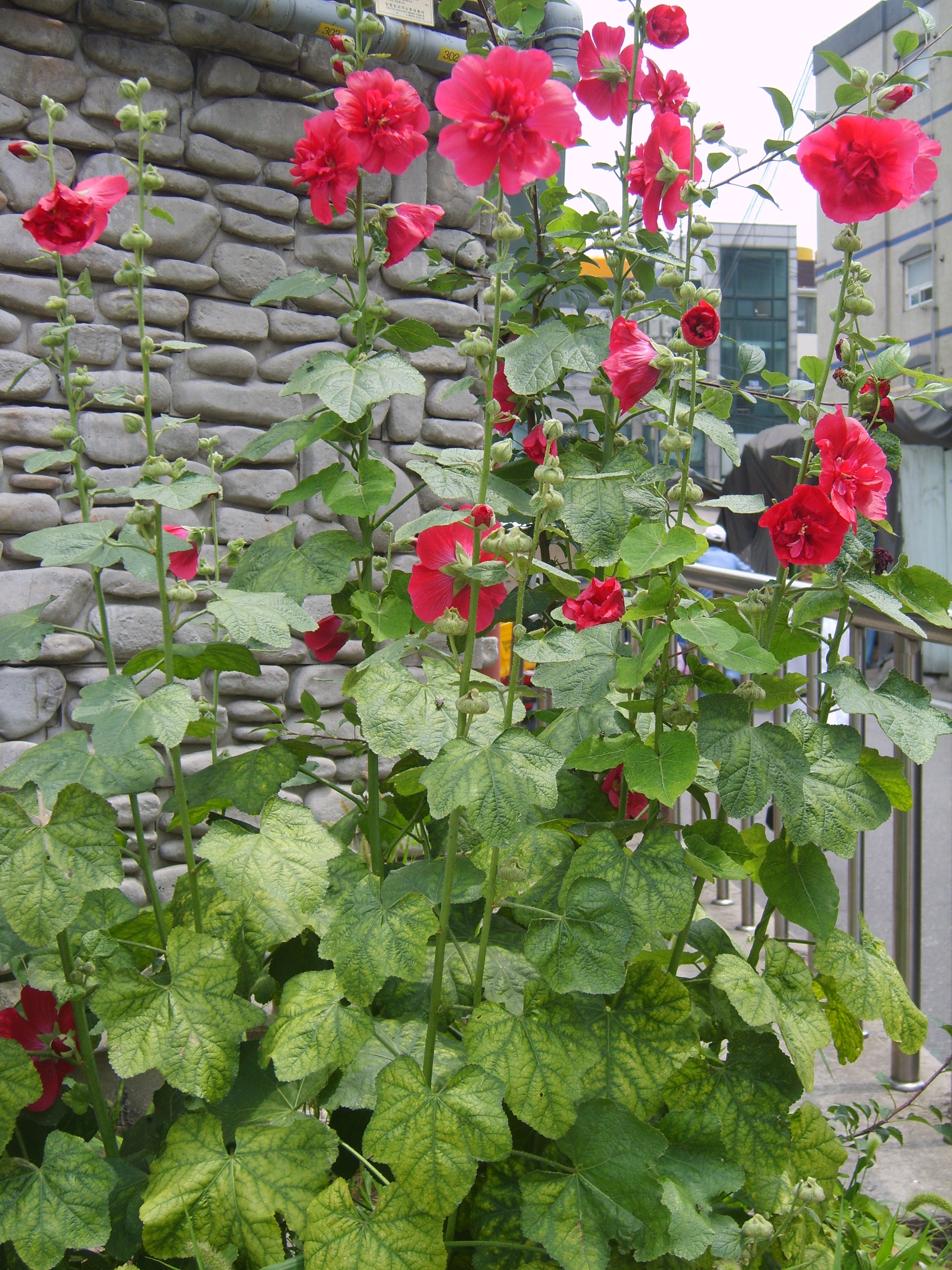
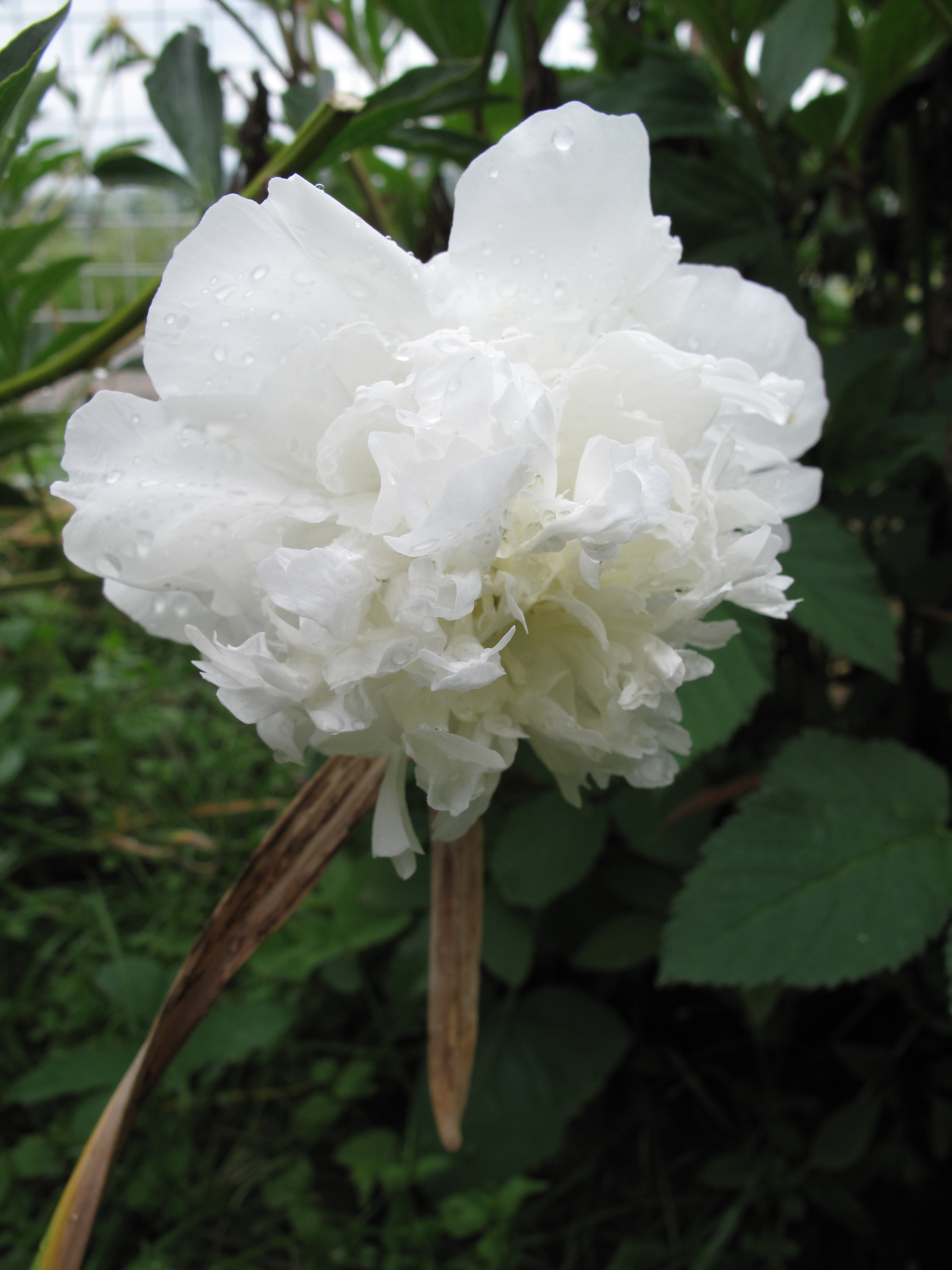